# Луговые собачки
Об одноимённом фильме см. статью Луговые собачки (фильм)
Луговые собачки (лат. Cynomys, от др.-греч. κῠνο- +μῦς «собакомышь») — грызуны из семейства беличьих. Обитают в Северной Америке. Типичные представители животного мира прерии.

## Описание
Неуклюжее тело, короткие ноги и короткий хвост придают луговым собачкам вид, благодаря которому они отдалённо напоминают сурков. Длина тела луговых собачек достигает 30—35 см, масса составляет от 800 до 1400 г, при этом самцы в среднем примерно на 10 % крупнее и тяжелее, чем самки.
Окраска меха — серо-бурая, верхняя часть тела немного темнее, чем нижняя. У чернохвостой и мексиканской луговых собачек кончик хвоста чёрный, у остальных видов он белый. У различных видов разные по форме и размерам коренные зубы, а также способ подачи звуковых сигналов. Кроме этих нюансов, других ярко выраженных отличий нет — виды очень сложно отличить друг от друга.

## Образ жизни
Луговые собачки живут в прерии Северной Америки. Местообитание — это сухая земля, покрытая короткой или средней длины травой.
Луговые собачки живут колониями, которые называются городами. Количество особей в городе может доходить до нескольких сотен. Это социальные животные, которые объединяются в небольшие семейные группы (котерии), состоящие из одного-двух самцов, нескольких самок и их детёнышей.
Луговые собачки активны днём, а ночью скрываются в своих самостоятельно выкопанных норах. Туннели шириной примерно от 10 до 15 см могут достигать максимальной длины 300 м. Они ведут к выложенным травой гнездовым камерам, расположенным на глубине от 1 до 5 м и длиной примерно 40 см. У норы луговой собачки часто только один или два входа, в редких случаях до шести.
Белохвостая луговая собачка впадает в полугодовую зимнюю спячку. Чернохвостая луговая собачка, напротив, активна круглый год и даже передвигается по снегу.

## Питание
Луговые собачки питаются растениями, прежде всего травами. Растения вокруг норы непрерывно поедаются, вследствие чего луговые собачки имеют лучший обзор. Кроме того, они поедают насекомых. Большую часть необходимой влаги получают из поглощаемых растений.

## Виды
Известно пять видов:
- Луговая собачка Гуннисона (Cynomys gunnisoni)
- Белохвостая луговая собачка (Cynomys leucurus)
- Чернохвостая луговая собачка (Cynomys ludovicianus)
- Мексиканская луговая собачка (Cynomys mexicanus)
- Ютская луговая собачка (Cynomys parvidens)